# 鄧亮
鄧亮（1363年—？），字子信，江西吉安府吉水縣人，明朝政治人物、进士出身。

## 生平
江西鄉試第五十四名，会试第九十八名。建文二年，登进士第二甲第二十七名。

## 家族
曾祖父鄧俊翁、祖父鄧士節、父親鄧夢文。